# Raszynek
Raszynek – kolonia w Polsce, w województwie łódzkim, w powiecie kutnowskim, w gminie Krośniewice. Wchodzi w skład sołectwa Bielice.
Do 2023 miejscowość była częścią wsi Bielice.
W latach 1975–1998 Raszynek administracyjnie należał do województwa płockiego.